# Блисдорф
Блисдорф (нем. Bliesdorf) — община в Германии, в земле Бранденбург. Входит в состав района Меркиш-Одерланд. Подчиняется управлению Барним-Одербрух. Население составляет 999 человек (на 31 декабря 2010 года). Занимает площадь 34,41 км². Община подразделяется на 3 сельских округа.

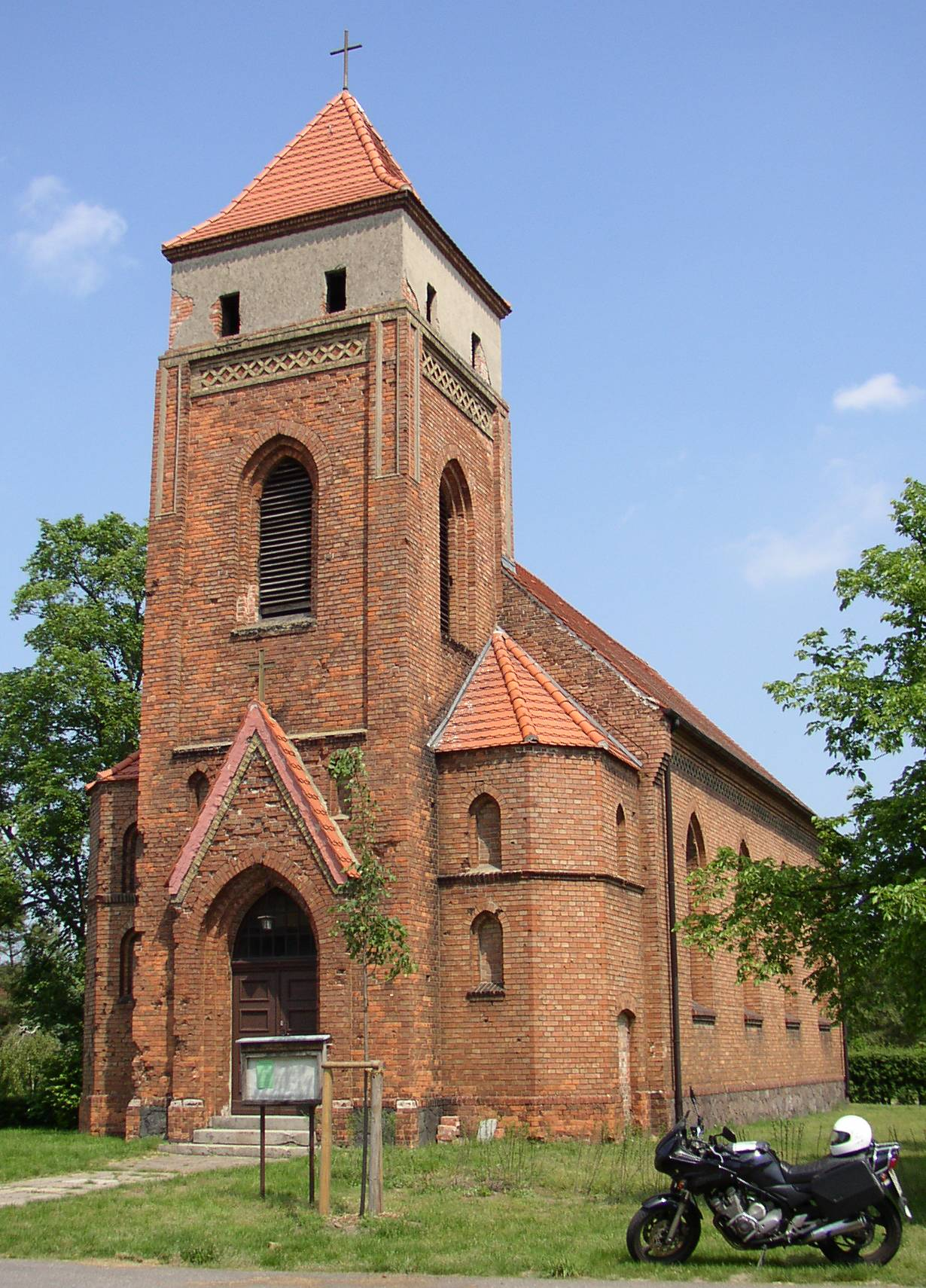
Кирха в Блисдорфе
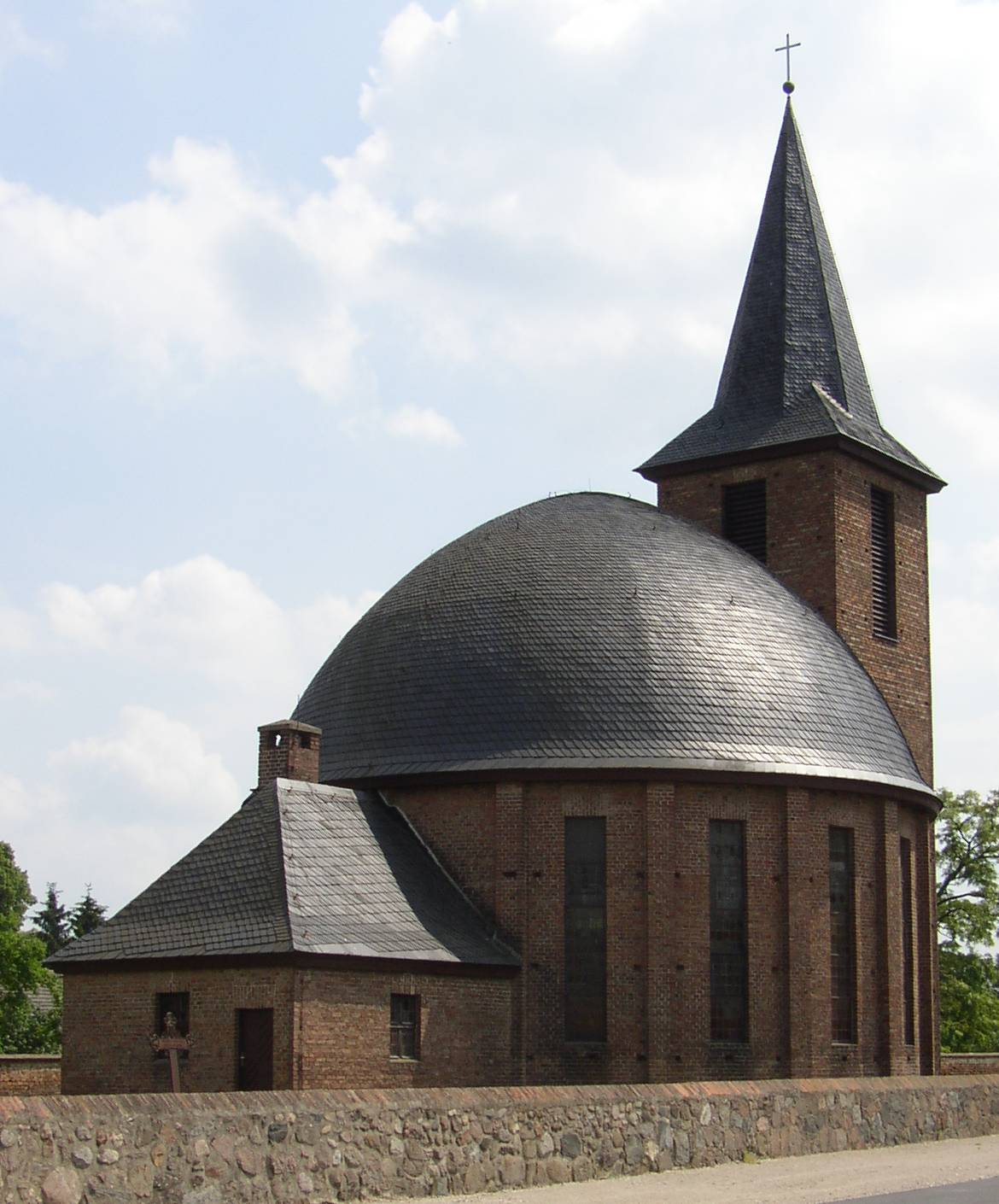
Евангелическая кирха в Кунерсдорфе
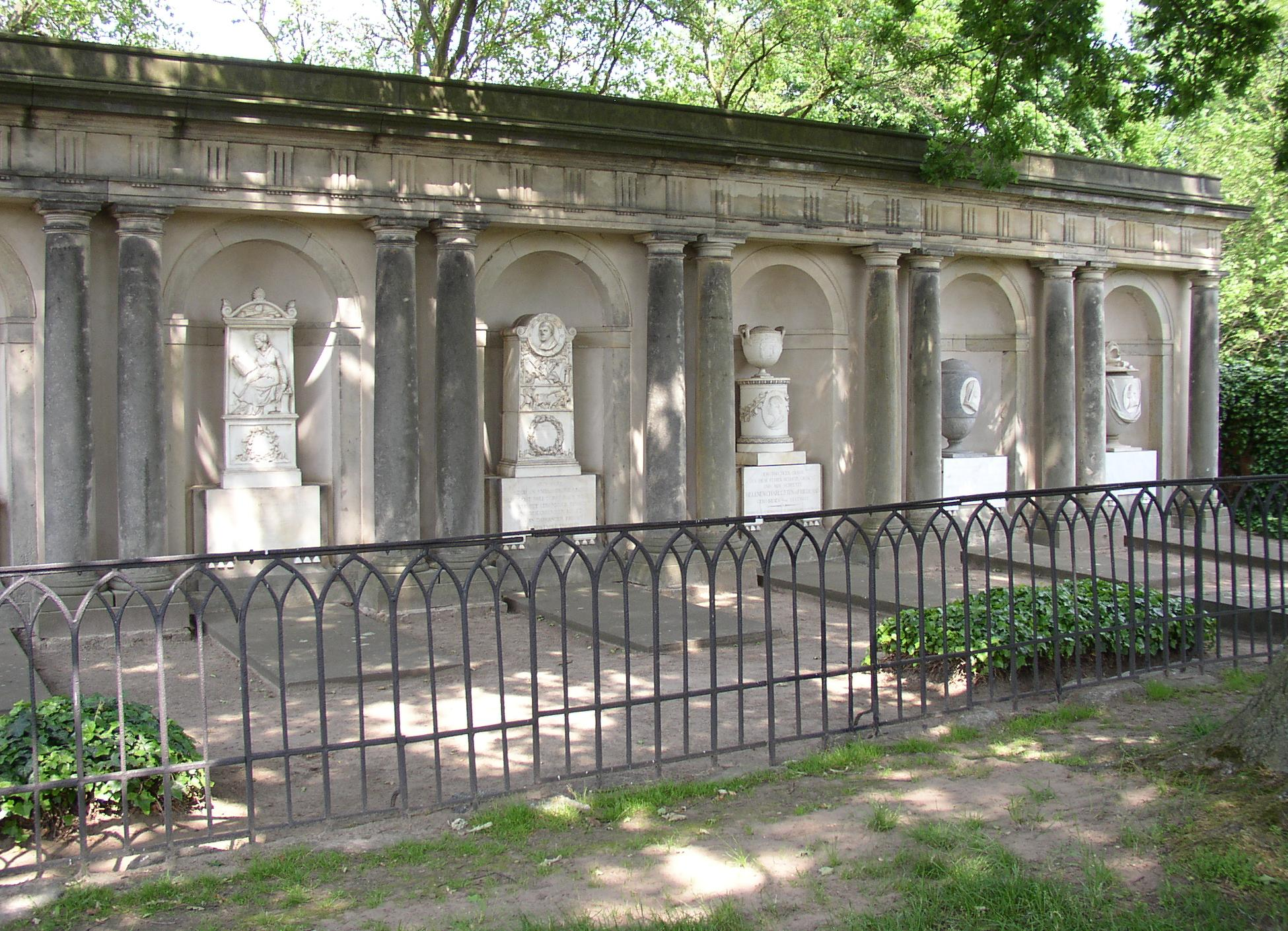
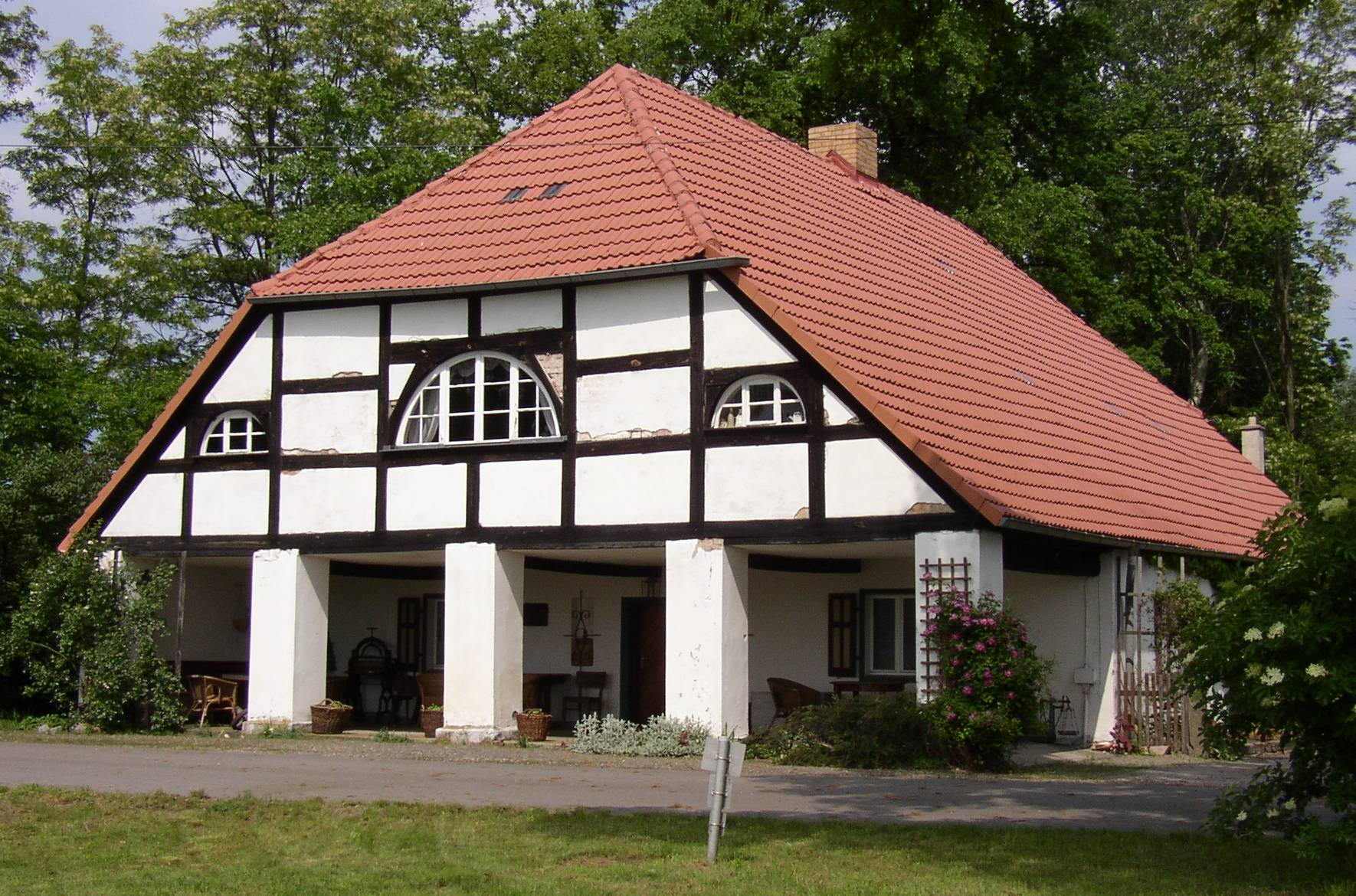

## Население
| Год  | Численность | Численность |
| ---- | ----------- | ----------- |
| 2017 | 1123        | [ 1 ] [ 2 ] |
| 2019 | 1195        | [ 4 ]       |
| 2021 | 1321        | [ 5 ]       |
| 2022 | 1411        | [ 6 ]       |
| 2023 | 1416        | [ 3 ]       |